# Sean Combs
Sean John Combs (New York, 4 november 1969), beter bekend onder zijn meerdere pseudoniemen Puff Daddy, P. Diddy en Diddy, is een Amerikaans platen-producer, rapper en eigenaar van platenmaatschappij Bad Boy Records.

## Carrière

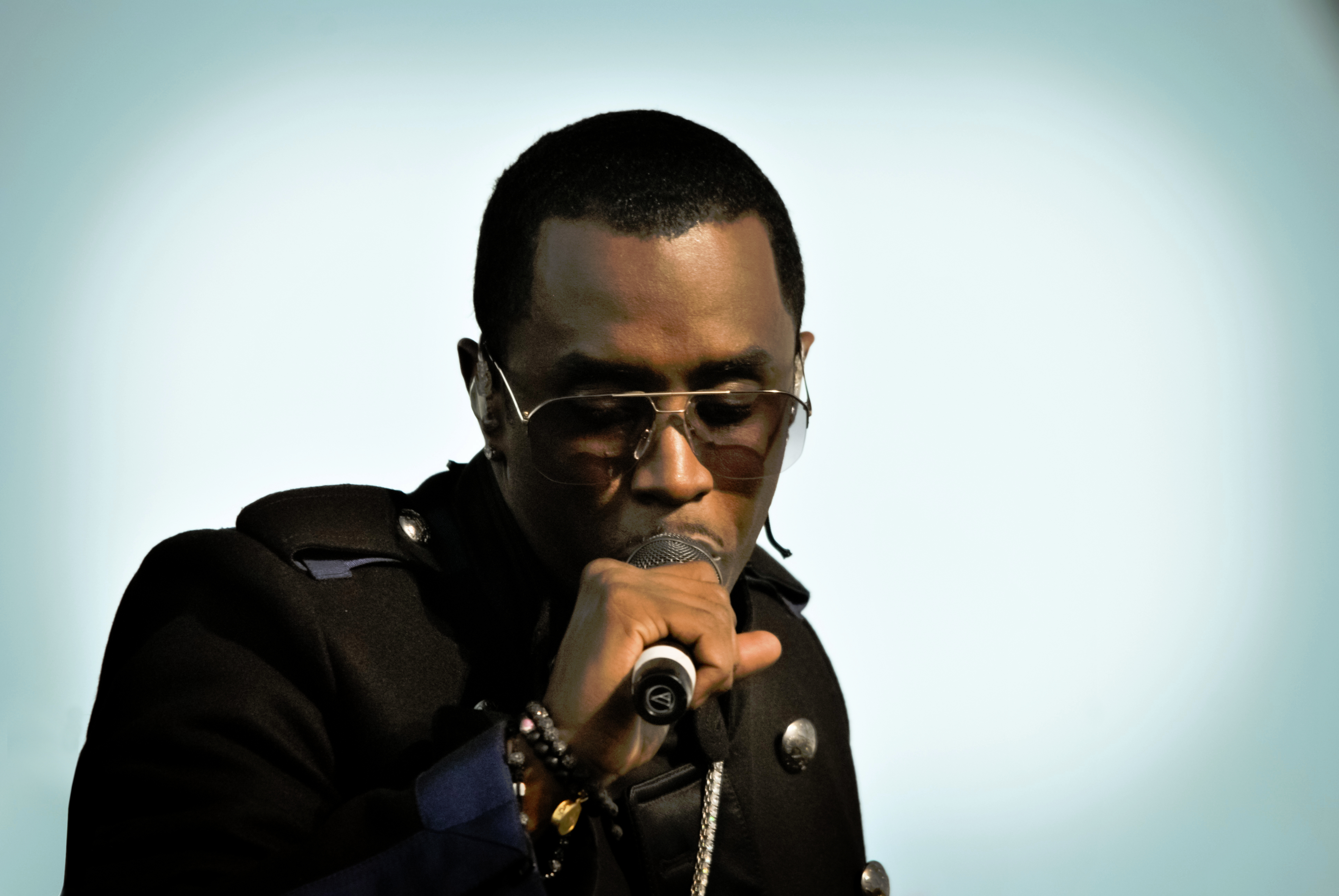
Sean Combs (2012)

Sean Combs groeide op in Harlem (New York). Hij studeerde aan de Howard University in Washington voordat hij stagiair werd bij Uptown Records. Al snel had Sean Combs een leidinggevende taak en was hij verantwoordelijk voor het produceren van albums van sterren als Mary J. Blige en Heavy D. & the Boyz. Na drie jaar werd hij in 1993 ontslagen. Combs richtte hierop zijn eigen platenlabel op, Bad Boy Entertainment. Zijn eerste twee artiesten waren Craig Mack en The Notorious B.I.G., die allebei al snel enkele hits scoorden. Met het debuutalbum van The Notorious B.I.G. (Ready to Die), vestigde Combs (die zich inmiddels Puff Daddy noemde) naam als producent.
Al snel breidde Bad Boy Entertainment uit met artiesten als Faith Evans, 112 en (iets later) Mase. Ook deed Combs productiewerk voor onder meer Lil' Kim, Mariah Carey, Boyz II Men en Aretha Franklin.
Bad Boy Entertainment groeide al snel uit tot de grote rivaal van Death Row Records, het platenlabel uit Los Angeles van Suge Knight waarbij onder andere 2Pac en Dr. Dre onder contract stonden. In 1996 ontaardde dit conflict tussen de westkust en de oostkust in de moord op 2Pac, een half jaar later gevolgd door de moord op The Notorious B.I.G. Beide moorden zijn tot op de dag van vandaag niet opgelost. Het tweede album van The Notorious B.I.G., dat slechts enkele weken na zijn dood uitkwam, werd een enorm postuum succes.
Na de moord op The Notorious B.I.G. begon Combs met zijn eigen rap-carrière met de singles Can't Nobody Hold Me Down en I'll Be Missing You. Dat laatste nummer was een eerbetoon aan The Notorious B.I.G. samen met diens weduwe Faith Evans en 112. Op I'll Be Missing You maakte Combs gebruik van een sample van The Police (Every Breath You Take). Ondanks vernietigende kritieken op het nummer, werd het een wereldwijd succes en stond het in vele landen, waaronder Nederland en België, weken- of maandenlang op nummer 1.
In 1998 volgde een album van Combs, getiteld No Way Out. Op dit album stonden enkele andere succesvolle singles, zoals It's All about the Benjamins en Been around the World. Op het album werkte Combs samen met een groot aantal artiesten van zijn eigen label. Het album werd een groot succes en in 1998 won Combs er een Grammy Award voor als beste r&b-album. In dat jaar won hij voor I'll Be Missing You een Grammy voor de beste rap-performance. Desondanks waren de kritieken vernietigend. Combs werd verweten vooral gebruik te maken van samples en muzikaal vrijwel niets toe te voegen. Een tweede album dat bij uitkomst in 1999 even vernietigend werd ontvangen (Forever) werd een grote flop.
In april 2000 werd Combs aangeklaagd voor het slaan van Steve Stoute van Interscope Records. Stoute was de manager van rapper Nas. In de videoclip van Nas was een opname te zien van Combs die 'gekruisigd' werd. Hoewel Combs eerder had meegewerkt aan deze opnames, eiste hij later dat de beelden uit de videoclip werden verwijderd. Stoutes weigering hiervan leidde uiteindelijk tot de aanklacht wegens geweldpleging.
Rond die tijd kwam Combs vaker negatief in het nieuws. Tijdens een politieonderzoek naar een schietpartij in een nachtclub in New York waarbij Combs en zijn toenmalige vriendin Jennifer Lopez aanwezig waren, werd Combs ervan beschuldigd het vuurwapen naar buiten te hebben gesmokkeld en zijn chauffeur zwijggeld te hebben betaald. Combs werd aangeklaagd voor het laten verdwijnen van een vuurwapen en omkoping. In deze periode stond Combs bijna dagelijks in de krant en andere beschuldigingen volgden elkaar in hoog tempo op.
Combs werd echter vrijgesproken van de belangrijkste aanklachten. De relatie met Jennifer Lopez was inmiddels verbroken. Combs veranderde zijn naam in P. Diddy om een nieuwe start te kunnen maken. Maar ook in de volgende jaren werd Combs nog regelmatig aangeklaagd voor onder meer geweldsmisdrijven en rijden zonder geldig rijbewijs.
Muzikaal schoof Combs langzaam op. Zo werkte hij onder meer samen met David Bowie, Britney Spears en *NSYNC. Ook bracht hij een nieuw album uit getiteld The Saga Continues..., gevolgd door We Invented The Remix Vol. 1, waaruit opnieuw een aantal hits is voortgekomen. In 2002 begon Combs met een eigen reality show op muziekzender MTV. In dit programma (Making the band 2) streden zes bands om een platencontract bij Bad Boy Entertainment.
Naast zijn muzikale werk begon Combs zich meer in te zetten voor goede doelen. In 2003 liep hij de marathon van New York, waarbij hij 2 miljoen dollar verzamelde voor onderwijs aan kinderen in die stad. Nadat hij in augustus 2005 opnieuw van artiestennaam wisselde naar "Diddy", kreeg Sean Combs begin september 2006 te horen dat hij deze niet langer nog mocht gebruiken, althans niet in het Verenigd Koninkrijk. Ene Richard 'Diddy' Dearlove vond namelijk dat hij de artiestennaam misbruikte. In diezelfde maand bracht hij zijn single Come to Me (een duet met Nicole Scherzinger van The Pussycat Dolls) weer uit als "P. Diddy" in een aantal Europese landen, waaronder ook in Nederland. Het haalde echter de Top 40 niet. De tweede single van het album Press Play is Tell Me, samen met Christina Aguilera. In 2009 werkte hij samen met houseproducer Sharam op diens album Get Wild.
Combs speelde in de film Get Him to the Greek uit 2010 en vertolkte in 2011 de rol van undercover-FBI-detective in een aflevering van de televisieserie Hawaii Five-0.
Combs heeft als bijnamen Puff Daddy, P. Diddy en Diddy gehad. Ook heeft hij zichzelf een week lang Swag genoemd. Hij heeft zijn artiestennaam in een anderhalf jaar tijd drie keer veranderd, journalisten noemen het een midlifecrisis. Op maandag 3 mei 2021 kondigde Combs aan zijn tweede naam John te hebben veranderd naar Love, waarmee volgens hem het 'Love era' begonnen was.

## Persoonlijk leven
Combs is de biologische vader van vijf kinderen. Met zijn jeugdvriendin Misa Hylton-Brim kreeg hij een zoon. Met Kim Porter, met wie hij een knipperlichtrelatie had, kreeg hij een zoon en tweelingdochters. Porter had uit een eerdere relatie een zoon, voor wie Combs stiefvader was. In 2007 eindigde de relatie met Porter. Kort daarna werd bekend dat hij een dochter had met Sarah Chapman, waarvoor hij een bezoekregeling en alimentatie regelde.

## Rechtszaken
CNN publiceerde bewakingsbeelden uit 2016 waarop te zien is dat Combs zijn toenmalige vriendin Cassie Ventura fysiek mishandelde in een hotelgang.
Op 16 september 2024 werd Combs gearresteerd na beschuldigingen van afpersing en mensenhandel. Volgens de aanklacht leidde hij een criminele organisatie die betrokken was bij het dwingen van vrouwen tot seksuele handelingen. Zijn advocaat ontkende de beschuldigingen en noemde de arrestatie onterecht.
In oktober 2024 werd Combs door nog eens 120 vermeende slachtoffers beschuldigd van seksueel geweld. 25 van hen waren minderjarig op het moment van misbruik, aldus zijn advocaat. Een van hen zou op 9-jarige leeftijd zijn misbruikt. In veel gevallen zou het gaan om verkrachting op de seksfeesten die Combs sinds de jaren 90 organiseerde.
Volgens de aanklacht veranderde Combs zijn zakenimperium in een criminele onderneming, waarbij hij en zijn zakenpartners zich bezighielden met seksuele uitbuiting en andere misdrijven. In de aanklacht staat dat Combs vrouwen bedreigde met vuurwapens en dat hij sinds 2009 vrouwen herhaaldelijk mishandelde.
Ook zou hij op de seksfeesten vrouwen gedwongen hebben om seks te hebben met mannelijke sekswerkers. Die feesten zouden soms dagen hebben geduurd en werden door de rapper gefilmd.

## Discografie
Zie ook discografie Diddy-Dirty Money.

### Albums
| Album met eventuele hitnotering(en) in de Nederlandse Album Top 100 | Datum van verschijnen | Datum van binnenkomst | Hoogste positie | Aantal weken | Opmerkingen                       |
| ------------------------------------------------------------------- | --------------------- | --------------------- | --------------- | ------------ | --------------------------------- |
| No way out                                                          | 1997                  | 02-08-1997            | 6               | 28           | & The Family                      |
| Forever                                                             | 1999                  | 28-08-1999            | 26              | 17           |                                   |
| The saga continues                                                  | 2001                  | 22-09-2001            | 85              | 3            | als P. Diddy & The Bad Boy Family |
| We invented the remix                                               | 2002                  | 22-06-2002            | 50              | 19           | als P. Diddy & BB Family          |
| Press play                                                          | 13-10-2006            | 21-10-2006            | 58              | 8            | als P. Diddy                      |

| Album met hitnotering(en) in de Vlaamse Ultratop 200 albums | Datum van verschijnen | Datum van binnenkomst | Hoogste positie | Aantal weken | Opmerkingen                       |
| ----------------------------------------------------------- | --------------------- | --------------------- | --------------- | ------------ | --------------------------------- |
| No way out                                                  | 1997                  | 09-08-1997            | 9               | 15           | & The Family                      |
| Forever                                                     | 1999                  | 04-09-1999            | 31              | 8            |                                   |
| The saga continues                                          | 2001                  | 22-09-2001            | 43              | 2            | als P. Diddy & The Bad Boy Family |
| Press play                                                  | 2006                  | 28-10-2006            | 39              | 14           | als P. Diddy                      |

### Singles
| Single met eventuele hitnotering(en) in de Nederlandse Top 40 | Datum van verschijnen | Datum van binnenkomst | Hoogste positie | Aantal weken | Opmerkingen                                                                                              |
| ------------------------------------------------------------- | --------------------- | --------------------- | --------------- | ------------ | --- |
| Can't nobody hold me down                                     | 1997                  | 19-04-1997            | tip8            | -            | als Puff Daddy / met Ma$e en Mc Ecel / Nr. 59 in de Single Top 100                                       |
| I'll be missing you                                           | 1997                  | 28-06-1997            | 1(9wk)          | 20           | als Puff Daddy / met Faith Evans & 112 / Nr. 1 in de Single Top 100 / Hit van het jaar 1997              |
| Mo money no problems                                          | 1997                  | 16-08-1997            | 2               | 12           | als Puff Daddy / met The Notorious B.I.G. & Ma$e / Nr. 1 in de Single Top 100                            |
| Been around the world                                         | 1997                  | 08-11-1997            | 22              | 3            | als Puff Daddy / met The Family, The Notorious B.I.G. & Ma$e / Nr. 40 in de Single Top 100 / Alarmschijf |
| It's all about the Benjamins                                  | 1998                  | 31-01-1998            | 25              | 5            | als Puff Daddy / met The Family / Nr. 25 in de Single Top 100                                            |
| Come with me                                                  | 1998                  | 27-06-1998            | 9               | 18           | als Puff Daddy / met Jimmy Page / Nr. 8 in de Single Top 100                                             |
| All night long                                                | 1999                  | 10-04-1999            | tip18           | -            | als Puff Daddy / met Faith Evans / Nr. 78 in de Single Top 100                                           |
| Hate me now                                                   | 14-06-1999            | 03-07-1999            | 17              | 9            | als Puff Daddy / met Nas / Nr. 11 in de Single Top 100                                                   |
| P.E. 2000                                                     | 02-08-1999            | 21-08-1999            | tip2            | -            | als Puff Daddy / met Hurricane / Nr. 42 in de Single Top 100                                             |
| Satisfy you                                                   | 11-10-1999            | 13-11-1999            | 4               | 12           | als Puff Daddy / met R. Kelly / Nr. 4 in de Single Top 100                                               |
| Notorious B.I.G.                                              | 2000                  | 19-02-2000            | tip11           | -            | als Puff Daddy / met The Notorious B.I.G. & Lil' Kim / Nr. 78 in de Single Top 100                       |
| Best friend                                                   | 25-10-2000            | 18-03-2000            | tip5            | -            | als Puff Daddy / met Mario Winans / Nr. 52 in de Single Top 100                                          |
| Bad boy for life                                              | 03-09-2001            | 15-09-2001            | 23              | 6            | als P. Diddy / met Black Rob & Mark Curry / Nr. 17 in de Single Top 100                                  |
| Pass the courvoiser (Part II)                                 | 15-04-2002            | 08-06-2002            | tip8            | -            | als P. Diddy / met Busta Rhymes & Pharrell / Nr. 47 in de Single Top 100                                 |
| I need a girl (part one) / I Need a Girl (Part Two)           | 03-06-2002            | 29-06-2002            | 3               | 20           | als P. Diddy / met Usher & Loon / Nr. 5 in de Single Top 100 / Alarmschijf                               |
| Bump, bump, bump                                              | 17-03-2003            | 08-03-2003            | 10              | 9            | als P. Diddy / met B2K / Nr. 8 in de Single Top 100                                                      |
| Let's get ill                                                 | 2003                  | 02-08-2003            | tip19           | -            | als P. Diddy / met Kelis                                                                                 |
| Shake ya tailfeather                                          | 08-09-2003            | 04-10-2003            | 20              | 6            | als P. Diddy / met Nelly & Murphy Lee / Nr. 21 in de Single Top 100                                      |
| I don't wanna know                                            | 19-04-2004            | 22-05-2004            | 1(1wk)          | 14           | als P. Diddy / met Mario Winans & Enya / Nr. 2 in de Single Top 100 / Alarmschijf                        |
| Nasty girl                                                    | 13-01-2006            | 28-01-2006            | 28              | 5            | als P. Diddy / met The Notorious B.I.G., Nelly, Jagged Edge & Avery Storm / Nr. 22 in de Single Top 100  |
| Come to me                                                    | 29-09-2006            | 16-09-2006            | tip8            | -            | als P. Diddy / met Nicole Scherzinger / Nr. 45 in de Single Top 100                                      |
| Tell me                                                       | 2006                  | 23-12-2006            | 13              | 9            | als P. Diddy / met Christina Aguilera / Nr. 26 in de Single Top 100                                      |
| Last night                                                    | 07-04-2007            | 28-04-2007            | 31              | 3            | als P. Diddy / met Keyshia Cole / Nr. 37 in de Single Top 100                                            |

| Single met hitnotering(en) in de Vlaamse Ultratop 50 | Datum van verschijnen | Datum van binnenkomst | Hoogste positie | Aantal weken | Opmerkingen                                                                                         |
| ---------------------------------------------------- | --------------------- | --------------------- | --------------- | ------------ | --------------------------------------------------------------------------------------------------- |
| I'll be missing you                                  | 1997                  | 19-07-1997            | 1(6wk)          | 23           | als Puff Daddy / met Faith Evans & 112 / Nr. 1 in de Radio 2 Top 30                                 |
| Mo money mo problems                                 | 1997                  | 23-08-1997            | 13              | 12           | als Puff Daddy / met Notorious B.I.G. & Ma$e / Nr. 13 in de Radio 2 Top 30                          |
| Been around the world                                | 1997                  | 01-11-1997            | 30              | 5            | als Puff Daddy / met The Family, Notorious B.I.G. & Ma$e / Nr. 30 in de Radio 2 Top 30              |
| Come with me                                         | 1998                  | 04-07-1998            | 10              | 18           | als Puff Daddy / met Jimmy Page / Nr. 10 in de Radio 2 Top 30                                       |
| Satisfy you                                          | 1999                  | 20-11-1999            | 3               | 20           | als Puff Daddy / met R. Kelly / Nr. 3 in de Radio 2 Top 30                                          |
| Best friend                                          | 2000                  | 22-04-2000            | 48              | 4            | als Puff Daddy / met Mario Winans                                                                   |
| Bad boy for life                                     | 2001                  | 29-09-2001            | 14              | 11           | als P. Diddy / met Black Rob & Mark Curry                                                           |
| I need a girl (Part 1)                               | 2002                  | 06-07-2002            | 12              | 15           | als P. Diddy / met Usher & Loon                                                                     |
| Bump, bump, bump                                     | 2003                  | 22-03-2003            | 8               | 17           | als P. Diddy / met B2K / Nr. 5 in de Radio 2 Top 30                                                 |
| Shake ya tailfeather                                 | 2003                  | 18-10-2003            | 22              | 9            | als P. Diddy / met Nelly & Murphy Lee                                                               |
| Show me your soul                                    | 2003                  | 13-12-2003            | tip1            | -            | als P. Diddy / met Lenny Kravitz, Loon & Pharrell Williams                                          |
| I don't wanna know                                   | 2004                  | 15-05-2004            | 2               | 20           | als P. Diddy / met Mario Winans & Enya / Nr. 2 in de Radio 2 Top 30                                 |
| Nasty girl                                           | 2006                  | 28-01-2006            | 28              | 12           | als P. Diddy / met Notorious B.I.G., Nelly, Jagged Edge & Avery Storm / Nr. 21 in de Radio 2 Top 30 |
| Come to me                                           | 2006                  | 28-10-2006            | 25              | 15           | als P. Diddy / met Nicole Scherzinger                                                               |
| Tell me                                              | 2006                  | 30-12-2006            | 17              | 16           | als P. Diddy / met Christina Aguilera                                                               |
| Last night                                           | 2007                  | 12-05-2007            | tip21           | -            | als P. Diddy / met Keyshia Cole                                                                     |
| I'm on you                                           | 13-02-2012            | 03-03-2012            | tip40           | -            | als P. Diddy / met Timati, DJ Antoine & Dirty Money                                                 |